# Klooster van Tussenbeke

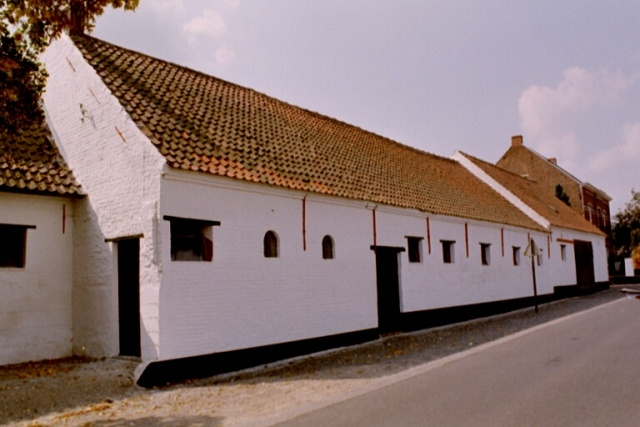
Pachthoeve

Het Klooster van Tussenbeke (ook: Klooster Tussenbeek) is een voormalig klooster in de tot de Oost-Vlaamse gemeente Wichelen behorende plaats Serskamp.

## Geschiedenis
In 1151 werd een Norbertinessenklooster gebouwd vlak bij de parochiekerk van Serskamp. Omstreeks 1258 werd dit klooster overgeplaatst naar een naburig terrein bij Billegem. Het heette sindsdien Klooster van Tussenbeke. Dit lag weliswaar op het grondgebied van Schellebelle maar kwam, na een grenswijziging, in 1810 opnieuw op het grondgebied van Serskamp te liggen.
In 1783 werd het klooster op bevel van Keizer Jozef II afgeschaft en in 1785 werden de gebouwen openbaar verkocht. In 1798 werd ook de kloosterhoeve, aan Billegem 54, verkocht. De huidige hoevegebouwen zijn grotendeels 19e eeuw en jonger. Het 19e eeuwse bedrijfsgebouw bevat nog onderdelen, zoals moerbalken, die van de oorspronkelijke hoeve (herbouwd in 1738) afkomstig zouden zijn.
Het bij de kloostersite gelegen Nonnenbos verwijst nog naar het vroegere klooster.